# Partamasiris I de Armenia
Partamasiris ( †114), también conocido como Partamasir or Parthomasiris fue rey de Armenia, hijo de Pacoro II, rey de los partos. Heredó el trono de su tío Osroes I de Partia.
Trajano, que consideraba el reino armenio como un feudo romano, quiso obligarle a abdicar, y ante la resistencia del soberano, se puso al frente de un poderoso ejército para invadir Armenia. Partamasiris, que no tenía fuerzas para oponerse, salió al encuentro del emperador ofreciéndose a hacer acto de vasallaje y sumisión, pero Trajano, que  quería su abdicación completa, no se conformó con ello, y anexionó Armenia como provincia romana.
Trajano envió a Partamasiris desde Armenia a su hogar de Partia, y continuó con su campaña militar contra los partos. Durante el viaje, Partamasiris desapareció misteriosamente quizá asesinado por orden de Trajano.